# TRPV1
TRPV1(transient receptor potential cation channel subfamily V member 1, 캡사이신 수용체 및 바닐로이드 수용체 1)은 인간에서 TRPV1 유전자에 의해 인코딩되는 단백질이다. 이는 일시적 수용체 잠재적 단백질 그룹의 하위 계열인 일시적 수용체 잠재적 바닐로이드 수용체 단백질의 첫 번째 분리된 개체였다. 이 단백질은 이온 채널의 일시적 수용체 전위 계열의 TRPV 그룹에 속한다. 이 수용체에 친화력이 있는 지방산 대사산물은 최소 2억년 전(MYA) 진핵생물에서 갈라진 시아노박테리아에 의해 생산된다. TRPV1의 기능은 체온을 감지하고 조절하는 것이다. 또한 TRPV1은 끓는 듯한 열감과 통증(통각)을 제공한다. 일차 구심성 감각 뉴런에서는 TRPA1(화학적 자극 수용체)과 협력하여 유해한 환경 자극의 감지를 중재한다.

## 같이 보기
- 캡사이신
- 분류:몸감각계